# Antonio Aranda Mata
Antonio Aranda Mata (Leganés, 13 de noviembre de 1888-Madrid, 8 de febrero de 1979) fue un militar español que combatió en la guerra civil española en el bando sublevado, con el grado de coronel en 1936 y de general en 1937. Destacó en el ataque desde dentro a Oviedo y más tarde durante el sitio al que fue sometida la ciudad por las milicias mineras al comienzo de la guerra civil, y más tarde al mando del Cuerpo de Ejército de Galicia. 
Durante el franquismo fue un conocido conspirador contra el régimen.

## Biografía

### Carrera militar
Nació en Leganés el 13 de noviembre de 1888.
Hijo de un cabo del Ejército, ingresó en la Academia Militar de Toledo con trece años. Se especializó como geógrafo e ingeniero. Participó en las campañas de Marruecos como capitán de Estado Mayor, siendo ascendido por méritos de guerra a comandante. De hecho, fue responsable de muchas de las planificaciones técnicas del desembarco de Alhucemas, en 1925. En su momento se le consideró uno de los oficiales de estado mayor más brillantes del Ejército.
Con fama de masón y liberal, tras la proclamación de la Segunda República del Ejército; reingresó al mismo en 1933, tras la victoria electoral de los republicanos moderados de Lerroux, con los que Aranda se identificaba. En 1934 participó en el sofoco de la Revolución de Asturias. A finales de año es nombrado gobernador militar de Oviedo —y con ello, de toda Asturias— en sustitución del general López-Ochoa. Seguía en este puesto cuando el 19 de julio de 1936 secundó la sublevación contra la Segunda República, urdiendo un plan que le permitió engañar a las autoridades republicanas y dando lugar al Sitio de Oviedo. Tras la ruptura del asedio es nombrado general de brigada y en noviembre de 1937 recibe la Cruz Laureada de San Fernando. A finales de ese año fue puesto al frente del recién creado Cuerpo de Ejército de Galicia, unidad que mandó hasta el fin de la guerra civil española.

### Dictadura franquista
Tras el final de la contienda Aranda fue nombrado comandante de la III Región Militar, con sede en Valencia. Sin embargo, desde muy pronto empezó a mantener una postura distante respecto a Franco y su régimen. Según se comentaba entonces, mantenía malas relaciones con los falangistas —Aranda no habría querido contar con la ayuda de los falangistas durante el Sitio de Oviedo—. Por su parte, dentro de Falange tampoco se tenía buena opinión del «héroe de Oviedo». El 25 de mayo de 1939 embarcó en Vigo, rumbo Hamburgo, coincidiendo con el retorno de la Legión Cóndor a la Alemania nazi, para una visita de instrucción a Berlín y otros centros industriales y militares, junto a otros mandos españoles, regresando a Vigo el 23 de junio. Al término de la visita realizó unas declaraciones a un diario portugués en las cuales se mostró partidario de mantener buenas relaciones con el Reino Unido, a la vez que criticaba el interés de Italia por las Islas Baleares. Las palabras de Aranda no fueron del agrado del régimen, y la agencia EFE llegó a declarar que habían sido malinterpretadas. A mediados de 1940 fue nombrado director de la Escuela Superior del Ejército en Madrid, lo que supuso apartarle de cualquier puesto que implicase el mando de tropas.
En 1943 Aranda fue arrestado bajo la acusación de conspirar contra Franco en favor de una restauración monárquica, pero su condición de héroe en la guerra le permitió ser rápidamente liberado. Según documentos desclasificados por el Servicio secreto británico, en la época que había sido capitán general de Valencia cobró dos millones de dólares como soborno del Reino Unido a través del banquero Juan March para que influyera sobre Franco con el objetivo de que España no participase en la Segunda Guerra Mundial al lado de la Alemania nazi y, en caso de no convencerlo, se sublevara contra el dictador.
Posteriormente, en 1949, presidía un comité interior de coordinación con socialistas y libertarios, lo que trajo consigo como represalia su pase a la reserva. A pesar de ello, siguió encabezando la conspiración de los monárquicos en el interior de España durante los primeros años cincuenta. En el año 1976, tras la muerte de Franco, el rey Juan Carlos I otorgó a Aranda el rango de teniente general. Falleció en Madrid el 8 de febrero de 1979 y está enterrado en el cementerio de Leganés.
Según el historiador inglés Paul Preston:

"Aranda era el más enérgico y vocinglero de los conspiradores. Cuando ejercía el cargo de gobernador militar de Valencia acabó disgustado por la corrupción policial, la represión y las actividades incontroladas de los arribistas de Falange en el Ministerio de la Gobernación. (...) Era notoriamente indiscreto, y el general Franco sabía que estaba en contacto con los británicos, como lo estaba con los alemanes. Se le atribuían sentimientos republicanos, y no ocultaba sus contactos con la oposición antifranquista" de izquierdas. Aunque se refería continuamente a un inminente golpe, "su principal actividad consistía en hablar. Al final, los británicos le consideraban un veleta, indigno de toda confianza y sin lógica."
Paul Preston.